# Det enda trädet
Det enda trädet är en bok i fantasygenren skriven av Stephen R. Donaldson 1982 och gavs ut 1990 av bokförlaget Legenda. Ylva Spångberg översatte originalutgåvan The One Tree .

ISBN 91-582-1722-3

## Handling
Stjärnfararjuvelen seglar i väg och målet denna gång är Elohimerna. Det är väl känt att dessa varelser vet allt om allt, även om de ofta kräver ett pris. Ute till havs blir Covenant återigen angripen av en härjare och får ytterligare gift i sig. Denna gång är det riktigt illa. Covenant sluter sig i en kokong och den enda som kan lösa honom ur detta moraliska gift är Linden. För att lyckas med detta så måste hon ta över honom, tränga in i hans känslor och känna hans illvilliga lepra och nästan kvävas i dess stank.

Väl framme i Elemesnedene så bjuds de på en Elohimfest som de sent ska glömma och på något sätt så försvinner Vain. Det visar sig att Elohimerna har något emot honom och vill på något vis bryta ner honom, ingen vet varför. På något sätt så känns det som om de har lyckats fly från något som de faktiskt uppsökt. Visserligen lyckas de få loss Skogsaktens gåva ur Covenant, men till vilket pris. Nu var han totalt borta och det enda som han med jämna mellanrum hasplade ur sig var "rör mig inte".

De lyckade fly och seglar nu åter på de oändliga haven. Så småningom så närmar de sig land vilket visar sig vara Bhrathairike där Kaseryn av Virveln härskar. Cirklar är hans kraft och hel sandfästningen som är byggd för att skydda staden består av en arkitektur byggd på cirklar. Kaseryn försöker att ta kontroll över Covenant och tömma honom på hans hemligheter, men tack vare, eller på grund av, Elohimernas säregna behandling av honom så finns inget att hämta. Med en del offer så lyckas de slita sig ur Kaseryns klor och ger sig ut på havet ännu en gång.

De når till sist ön med Det enda trädet och en tragedi utspelar sig. Tackel Havsdrömmaren når sitt mål i livet och gör allt för att sökandet ska ta slut här, men det gör det inte. Vain spelar ut ytterligare en del av sina kort, vilket förbryllar alla. Ännu vet ingen Demondim ynglets verkliga uppgift. Ännu är inte tiden mogen för honom. Hela sällskapet ger sig åter iväg och den här gången så ska de tillbaka till Landet och på något vis få bort Furst Nid från det ondskefulla grepp som han håller Landet i.